# Верховье (Будницкое сельское поселение)
Верховье — деревня в Велижском районе Смоленской области России. Входит в состав Будницкого сельского поселения. Население — 11 жителей (2007 год). 
Расположена в северо-западной части области в 28 км к юго-западу от Велижа, в 26 км южнее автодороги Р133 Смоленск — Невель, на берегу реки Западная Двина. В 80 км южнее деревни расположена железнодорожная станция Рудня на линии Смоленск — Витебск.

## История
В годы Великой Отечественной войны деревня была оккупирована гитлеровскими войсками в июле 1941 года, освобождена в сентябре 1943 года.